# شهرداری آداژی
شهرداری آداژی (به لاتین: Ādaži Municipality) یک شهرداری در کشور لتونی است. شهرداری آداژی ۹٬۳۴۲ نفر جمعیت دارد.